# 彭世雄 (永顺)
彭世雄，字人望。明朝湖广承宣布政使司永顺军民宣慰使司土官。
彭世雄是永顺等处军民宣慰使彭仲的儿子。明英宗正统元年（1436年）袭任宣慰使之职。正统十四年（1449年），奉调随军征讨清浪。明代宗景泰元年（1450年），又奉命出征五开、铜鼓。明英宗天顺二年（1458年），率土兵征讨贵州东苗。又随从攻打交洞，途中患病。被记功。